# Atretium schistosum
Atretium schistosum là một loài rắn trong họ Colubridae. Loài này được Daudin mô tả khoa học đầu tiên năm 1803.